# Relaciones España-Dominica
Las relaciones Dominica-España son los vínculos bilaterales entre estos dos países. Dominica no tiene Embajada residente en España. Hay que dirigirse a la Embajada de Dominica en Reino Unido. España tampoco tiene embajada residente en Dominica, pero la embajada española en Kingston, Jamaica está acreditada para este país. Además, España cuenta con un consulado en Dominica.

## Relaciones históricas
Cristóbal Colón llegó a Dominica el 3 de noviembre de 1493, siendo la primera isla descubierta en su segundo viaje a América. El nombre con el que Colón bautiza a la isla se deriva del nombre del día de la semana en que avistan la isla, domingo. Los barcos españoles llegaron con frecuencia durante el siglo XVI, pero una resistencia feroz por parte de los caribes disuadió a España de sus esfuerzos de asentarse allí.

## Relaciones diplomáticas
Las relaciones bilaterales se concentran en el marco de la pertenencia de Dominica a organizaciones internacionales, proyectos de cooperación de ámbito regional y en el intercambio de apoyos a candidaturas en organismos multilaterales. La cooperación se canaliza en términos generales a través del Fondo Mixto España-CARICOM de la AECID, que ejecuta proyectos de alcance regional. Si bien en la isla no se desarrolla ningún proyecto específico, el objetivo es que Dominica se beneficie de proyectos de alcance regional, como el Centro de Excelencia para Tecnología Avanzada en Agricultura CEATA (Jamaica).

## Relaciones económicas
Prácticamente no hay intercambio comercial bilateral. Los principales productos que España exporta a Dominica varían enormemente en función de los años sin que se pueda deducir un patrón consistente de especialización exportadora en los últimos cuatro años. Igualmente sucede en las importaciones desde Dominica, donde las cifras que se barajan son muy reducidas. En 2012 y 2013, las principales exportaciones españolas a Dominica han sido tecnología industrial, textiles y productos farmacéuticos.

## Cooperación
La cooperación se canaliza a través del Fondo España-Comunidad del Caribe (CARICOM) de la AECID. El programa de cooperación con la CARICOM se dirige
principalmente al apoyo a la integración regional y al fortalecimiento institucional de la Comunidad del Caribe.
El interlocutor de la Cooperación Española es el Secretariado del CARICOM cuya sede está en Georgetown (Guyana), y todas las actuaciones se engloban dentro del Programa Regional de Cooperación con el CARICOM. Dominica se beneficia de proyectos de alcance regional, como el Centro Regional de Tecnologías Avanzadas para Cultivos de Alto Rendimiento (CEATA) para la formación en nuevas tecnologías agrícolas, en proceso de ejecución en Jamaica.
En materia de salud se presta una atención preferente a las enfermedades no transmisibles, ámbito menos atendido por el resto de donantes. Destaca el “Proyecto de Prevención y Control del Cáncer de Cuello Uterino” (programa de enfermedades no transmisibles) por su componente transversal de género habiéndose celebrado ya 2 seminarios regionales de formación de formadores en Jamaica y en Trinidad y Tobago, en los meses de junio y julio de 2009 con dotación de colposcopios para todos los países del CARICOM.
En concreto el Princess Margaret Hospital de Roseau recibió la donación de un colposcopio en 2010. Desde la Embajada de España acreditada en Dominica, con residencia en Kingston, se lleva a cabo una labor de apoyo a la enseñanza del español a través de la donación de becas AVE para el aprendizaje del español. Debido a que Dominica está entre los países del Caribe que se beneficiarán próximamente de una exención de visado Schengen, España organizó un seminario sobre esta materia en Madrid en mayo de 2014 al que asistió un experto de Dominica.
El Ministro de Turismo de Dominica, Ian Douglas, participó en el Seminario de Alto Nivel sobre Prácticas Innovadoras en Turismo para el Caribe celebrado en Madrid los días 9 a 14 de junio de 2014. El Seminario fue organizado conjuntamente por la Secretaria de Estado de Estado de Cooperación Internacional y para Iberoamérica y la Secretaría de Estado de Turismo, con la colaboración de Turespaña, la SEGITTUR y la Escuela de Organización Industrial.

## Relación de declaraciones, tratados y acuerdos
En 2008, la Secretaría de la Organización de Estados del Caribe Oriental (OECS) firmó un acuerdo con la Escuela Diplomática española para el asesoramiento en la formación de la carrera diplomática y del servicio exterior de los países miembros de la OECS (concretamente, dos plazas anuales en el Master de Relaciones Internacionales de la Escuela Diplomática para estudiantes, funcionarios del Servicio Exterior de los Estados miembros de la OECS y personal de la Secretaria de la OECS).
En diciembre de 2009, el Consejo de Ministros aprobó una subvención por importe de 50.000 euros destinada a apoyar la creación de una futura Escuela Diplomática de la OECS y un futuro Servicio Exterior Común del Caribe Oriental.